# Фішинг-Крік (Меріленд)
Фішинг-Крік (англ. Fishing Creek) — переписна місцевість (CDP) в США, в окрузі Дорчестер штату Меріленд. Населення — 173 особи (2020).

## Географія
Фішинг-Крік розташований за координатами 38°20′3″ пн. ш. 76°13′30″ зх. д. / 38.33417° пн. ш. 76.22500° зх. д. (38.334071, -76.224931).  За даними Бюро перепису населення США в 2010 році переписна місцевість мала площу 3,55 км², з яких 2,72 км² — суходіл та 0,83 км² — водойми.

## Демографія
Згідно з переписом 2010 року, у переписній місцевості мешкали 163 особи в 70 домогосподарствах у складі 55 родин. Густота населення становила 46 осіб/км².  Було 122 помешкання (34/км²).
Расовий склад населення:
| - 100,0 % — білих |

До двох чи більше рас належало 0,0 %. Частка іспаномовних становила 1,2 % від усіх жителів.
За віковим діапазоном населення розподілялося таким чином: 14,7 % — особи молодші 18 років, 63,8 % — особи у віці 18—64 років, 21,5 % — особи у віці 65 років та старші. Медіана віку мешканця становила 51,9 року. На 100 осіб жіночої статі у переписній місцевості припадало 114,5 чоловіків;  на 100 жінок у віці від 18 років та старших — 104,4 чоловіків також старших 18 років.
Середній дохід на одне домашнє господарство  становив 74 682 долари США (медіана — 66 058), а середній дохід на одну сім'ю — 74 682 долари (медіана — 66 058). 
Цивільне працевлаштоване населення становило 83 особи. Основні галузі зайнятості: оптова торгівля — 26,5 %, роздрібна торгівля — 19,3 %, транспорт — 14,5 %, освіта, охорона здоров'я та соціальна допомога — 12,0 %.